# William Brian Atkinson
William Denis Atkinson (Lomas de Zamora, Provincia de Buenos Aires; 26 de marzo de 1981), conocido popularmente como Brian Atkinson, es un piloto argentino de automovilismo. Inició su carrera deportiva a los 7 años, compitiendo en categorías de karting, especialidad en la que se desarrolló durante 8 años y que debió abandonar tras un fuerte accidente.
Tras 15 años de inactividad retornaría, pero compitiendo como piloto de automovilismo, en la divisional TC Pista Mouras de la Asociación Corredores de Turismo Carretera, donde debutó en las últimas 3 fechas del año 2010 y donde participó hasta el año 2011, cuando obtuvo el ascenso a la divisional TC Mouras, para la temporada 2012. En el año 2013, en su primera experiencia en esta divisional, demostró una gran performance, suficiente para lograr el subcampeonato de esa temporada, posicionándose detrás del eventual campeón Alan Ruggiero, en la tabla general del campeonato.

## Biografía
Nacido en la localidad de Lomas de Zamora, pero criado en Barracas, Atkinson inició su carrera deportiva en el año 1988 como piloto de karts, la edad de 7 años. Su participación en esta especialidad la desarrolló a lo largo de 8 años, cuando un accidente sufrido en la localidad de Cañada de Gómez, lo sacó de competencias debido a una fractura de muñeca, cuando contaba con 15 años de edad. 
Tras ese accidente, debió esperar otros 15 años para retornar a la competición, cuando en el año 2009 fue invitado a una serie de pruebas con monoplazas. Tras un año de pruebas, finalmente retornaría a las pistas compitiendo en un monoplaza de Fórmula Renault Metropolitana, desarrollando 4 competencias en ese año. Tras estas competencias, decide probar suerte con automóviles de turismo, al ingresar a la divisional TC Pista Mouras de la ACTC, donde compitiera en las últimas 4 fechas, al comando de un Ford Falcon del equipo Integral Racing.
Tras su debut, en el que finalizaría en la 24° ubicación en el torneo, Atkinson es confirmado para el año 2011 al comando de su Falcon pero dentro del equipo Remo Sport. Con esta atención en pista, el "Irlandés" conseguiría clasificar a la Etapa de Definición, culminando finalmente en el duodécimo lugar del campeonato general y en la undécima colocación de la eliminatoria. A pesar de ello, conseguiría adquirir la suficiente experiencia como para recibir la habilitación de parte de la ACTC para competir en la divisional TC Mouras.
En el año 2012 debuta en el TC Mouras, donde fiel a su costumbre, compite al comando de un Ford Falcon atendido por la escuadra A.Garófalo Motorsport. Con este equipo, realiza un torneo muy regular, finalizando en la 14.ª ubicación, sin clasificar a la Etapa de Definición.
Finalmente, en el año 2013 y volviendo a apostar por la atención del equipo de Alejandro Garófalo, el piloto de Barracas consigue desarrollar un buen campeonato, llegando a liderar buena parte de la Etapa Regular del torneo y clasificando a la Etapa de Definición. Finalmente terminaría de coronar su gran año en la categoría, logrando su primer triunfo en el automovilismo argentino en la última fecha y consiguiendo el subcampeonato de la temporada, al finalizar en la segunda colocación de la tabla general, por detrás del eventual campeón Alan Ruggiero. Tras finalizar este campeonato, Atkinson anunciaría su llegada al TC Pista, para la temporada 2014.

## Trayectoria
| Años      | Categoría                      | Automóvil          |
| --------- | ------------------------------ | ------------------ |
| 1989-1995 | Piloto de karts                | -                  |
| 2010      | Debut en Fórmula Metropolitana | Crespi-K4M Renault |
| 2010      | Debut en TC Pista Mouras       | Ford Falcon        |
| 2011      | TC Pista Mouras                | Ford Falcon        |
| 2012      | Debut en TC Mouras             | Ford Falcon        |
| 2013      | Subcampeón de TC Mouras        | Ford Falcon        |
| 2014      | Debut en TC Pista              | Ford Falcon        |
| 2015      | TC Pista                       | Ford Falcon        |

- [4]

### Resultados completos TC Pista Mouras
| Temporadas      | Temporadas  | Fechas | Fechas | Fechas | Fechas | Fechas | Fechas | Fechas | Fechas | Fechas | Fechas | Fechas | Fechas | Fechas | Fechas | Posiciones finales  |
| Equipos         | Automóvil   | Fechas | Fechas | Fechas | Fechas | Fechas | Fechas | Fechas | Fechas | Fechas | Fechas | Fechas | Fechas | Fechas | Fechas | Posiciones finales  |
| --------------- | ----------- | ------ | ------ | ------ | ------ | ------ | ------ | ------ | ------ | ------ | ------ | ------ | ------ | ------ | ------ | ------------------- |
| 2010            | 2010        | 01     | 02     | 03     | 04     | 05     | 06     | 07     | 08     | 09     | 10     | 11     | 12     | 13     | 14     | 24.º (18.50 puntos) |
| Integral Racing | Ford Falcon | NP     | NP     | NP     | NP     | NP     | NP     | NP     | NP     | NP     | NP     | 13     | 22     | 20     | 18     | 24.º (18.50 puntos) |
| 2011            | 2011        | 01     | 02     | 03     | 04     | 05     | 06     | 07     | 08     | 09     | 10     | 11     | 12     | 13     | 14     | 12.º (66.50 puntos) |
| Remo Sport      | Ford Falcon | 2.º    | 30     | 16     | 10     | 8.º    | 15     | 9.º    | 9.º    | 17     | 24     | 12     | 17     | NP     | 16     | 12.º (66.50 puntos) |

### Resultados completos, TC Mouras
| Temporadas            | Temporadas  | Fechas | Fechas | Fechas | Fechas | Fechas | Fechas | Fechas | Fechas | Fechas | Fechas | Fechas | Fechas | Fechas | Fechas | Posiciones finales  |
| Equipos               | Automóvil   | Fechas | Fechas | Fechas | Fechas | Fechas | Fechas | Fechas | Fechas | Fechas | Fechas | Fechas | Fechas | Fechas | Fechas | Posiciones finales  |
| --------------------- | ----------- | ------ | ------ | ------ | ------ | ------ | ------ | ------ | ------ | ------ | ------ | ------ | ------ | ------ | ------ | ------------------- |
| 2012                  | 2012        | 01     | 02     | 03     | 04     | 05     | 06     | 07     | 08     | 09     | 10     | 11     | 12     | 13     | 14     | 14.º (88.25 puntos) |
| A.Garófalo Motorsport | Ford Falcon | 27     | 18     | 16     | 20     | 23     | 15     | 22     | 9.º    | 23     | 20     | 16     | SV     | 12     | 19     | 14.º (88.25 puntos) |
| 2013                  | 2013        | 01     | 02     | 03     | 04     | 05     | 06     | 07     | 08     | 09     | 10     | 11     | 12     | 13     | 14     | 2.º (544.25 puntos) |
| A.Garófalo Motorsport | Ford Falcon | 12     | 3.º    | 5.º    | 2.º    | 3.º    | 6.º    | 18     | 5.º    | 3.º    | 3.º    | 13     | 16     | 17     | 1.º    | 2.º (544.25 puntos) |

## Palmarés
| Título     | Categoría | Automóvil   | Año  |
| ---------- | --------- | ----------- | ---- |
| Subcampeón | TC Mouras | Ford Falcon | 2013 |